# Галки (Гомельская область)
Галки (бел. Га́лкі) — деревня в Брагинском районе Гомельской области Беларуси. В составе Новоиолченского сельсовета.

## География

### Расположение
В 36 км на юго-восток от Брагина, 13 км от железнодорожной станции Иолча (на линии Чернигов — Овруч), 150 км от Гомеля, 1 км от государственной границы с Украиной.

## Транспортная система
Транспортные связи по просёлочной, затем автомобильной дороге Комарин — Брагин.
Планировка состоит из криволинейной улицы, ориентированной с юго-запада на северо-восток. На севере участок обособленной застройки — короткая дугообразная улица. Жилые дома деревянные, усадебного типа.

## История
Обнаруженные археологами поселения эпохи неолита (250 м на юго-запад от деревни), поселение раннего железного века и эпохи Киевской Руси (500 м на восток от деревни, в урочища Стонча) свидетельствуют про заселение здешних мест с глубокой древности. По письменным источникам известна с XVI века как деревня в Брагинской волости во владении князя Вишневецкого, а во 2-й половине XVII века перешла к Конецпольским. После 2-го раздела Речи Посполитой (1793 год) в составе Российской империи. В 1811 году владение Ракицких. В 1897 году находился трактир. В 1908 году в Иолченской волости Речицком уезде.
С 8 декабря 1926 года по 30 декабря 1927 года центр Галковского сельсовета Комаринского района Речицкого, с 9 июня 1927 года Гомельского округов.
В 1929 году организован колхоз.
Во время Великой Отечественной войны в сентябре 1943 года фашисты сожгли 99 дворов, убили 18 жителей. В боях, которые здесь вели 9-й гвардейский стрелковый и 7-й гвардейский кавалерийский корпусы, погибли 295 солдат, в их числе Герои Советского Союза К. Д. Грицынин и Т. Т. Миндигулов и были похоронены в братской могиле на юго-западной окраине деревни. В боях около деревни 28 сентября 1943 года отличился полк под командованием А. П. Серёгина. Старшему сержанту Н. А. Степанову, сержанту К. К. Хайбуллину, лейтенанту П. И. Федотову, младшему лейтенанту Г. И. Соловьёву, разведчику П. Н. Ефремову, командиру конной разведки И. Ф. Козачук, младшему сержанту Н. А. Яковлеву присвоено звание Героя Советского Союза. Также присвоено звание Героя А. Г. Гизатуллину.
В составе колхоза имени М.В. Фрунзе (центр — деревня Асаревичи).
До 31 октября 2006 года в составе Асаревичского сельсовета.

## Население

### Численность
- 2004 год — 63 хозяйства, 113 жителей

### Динамика
- 1850 год — 14 дворов
- 1897 год — 35 дворов, 250 жителей (согласно переписи)
- 1908 год — 50 дворов
- 1940 год — 106 дворов, 316 жителей
- 1959 год — 423 жителя (согласно переписи)
- 2004 год — 63 хозяйства, 113 жителей

## Достопримечательности
- Братская могила советских воинов (1943). Мемориал на братской могиле советских воинов[3].

## Известные уроженцы
- Широканов Дмитрий Иванович — академик Национальной Академии наук Беларуси, доктор философских наук, профессор[4].